# Winchester Cathedral (nummer)
Winchester Cathedral is een single van The New Vaudeville Band. Dit is in feite niet juist, het lied was er eerder dan de muziekgroep. Het nummer is gecomponeerd door Geoff Stevens, die toen het klaar was nog op zoek moest gaan naar mensen die het moesten uitvoeren. Later zou uit dat gezelschap een band ontstaan, die buiten dit nummer weinig succes had. Ze hadden wel een management dat stond. Peter Grant gaf leiding aan het geheel; hij ondersteunde ook The Yardbirds en Led Zeppelin. Naar aanleiding van het succes noemde Stephens hun eerste elpee ook Winchester Cathedral.
In de jaren volgend op 1966 nam een flink aantal artiesten het nummer ook op. Onder meer Frank Sinatra, Nancy Wilson, Ray Conniff, James Last, Petula Clark, Dana Rollin en The Shadows (apart van elkaar) verzorgden covers van dit nummer. Graham Nash zou later voor CSN (Crosby, Stills & Nash) Cathedral schrijven, ook over Winchester Cathedral.

## Hitnotering
Het plaatje bracht het tot de eerste plaats van de Canadese hitparade en de Amerikaanse Billboard Hot 100 (15 weken notering). Het had daar wat langer aan de top kunnen blijven, als ze niet was “dwarsgezeten” door 
- The Supremes met You Keep Me Hangin' On
- The Beach Boys met Good Vibrations en
- The Monkees met I'm a Believer.

In het Verenigd Koninkrijk kreeg het 19 weken hitparade met hoogste plaats nummer 4. In de officieuze Belgische hitparade stond het negen weken met nr. 6 als hoogste notering.

### Nederlandse Top 40
| Positie: | 40 | 33 | 37 | 31 | 36 | 34 | 35 | uit |

### NPO Radio 2 Top 2000
Winchester Cathedral stond alleen in 1999 in de NPO Radio 2 Top 2000, op plek 1966.